# 天魔追殺令
《天魔追殺令》（西班牙語：Semana santa）是2002年由佩波·丹科瓦特（Pepe Danquart）执导的一部欧洲推理驚悚片。该片以米拉·索维诺和最后一次出演电影的艾麗達·華莉（Alida Valli）等国际演员阵容而著称。

## 剧情
西班牙内战期间，14岁的唐娜·卡塔利娜（約翰娜·可保 Yohana Cobo 饰）被战犯安东尼奥·阿尔瓦雷斯抓获。她被迫目睹父亲被传统鬥牛武器“rejón de muerte”杀害。随后，杀害她父亲的凶手强奸了她。这次痛苦的经历后，她拿起一把刀，想要复仇。但阿尔瓦雷斯的一名同伙抓住了她，想要虐待她。她刺伤了他后逃脱。一对友好的夫妇救了她。唐娜·卡塔利娜康复后却发现自己怀孕了。难产后，这对夫妇告诉唐娜，她的孩子已经死了。后来他们消失了，带走了那个据说已经死去的男孩。
强奸她的战犯仍然逍遥法外。不仅如此，战后他身为当地政客的权力越来越大。他不断与少女发生性关系，每次都送礼物和支付抚养费来逃脱。然而，一个基督教兄弟会驱逐了他。
40年后，在圣周期间，阿尔瓦雷斯再次杀人，手法与杀害唐娜父亲的方式相同。警探克马达和新同事玛丽亚·德尔加多想要找到蛛丝马迹。他们询问了一个基督教兄弟会的领袖，后来又询问了一位斗牛专家。最后他们发现，已故的安东尼奥·阿尔瓦雷斯曾建议私生子们团结在一起，据此建立了一个仍然存在的网络。
儿子们认为，他们必须报复父亲曾经的敌人。唐娜失去的儿子是这个阴谋的头号人物。作为一名高级地方警察，他是克马达和德尔加多的上级。为了掩盖真相，他毫不犹豫地杀死了自己的下属甚至同父异母的兄弟。
最后，唐娜用枪射杀了失去的儿子，救了玛丽亚·德尔加多一命。

## 演员
- 艾麗達·華莉 Alida Valli 饰 唐娜·卡塔利娜
- 約翰娜·可保 Yohana Cobo 饰 年幼的唐娜·卡塔利娜
- 米拉·索维诺 Mira Sorvino 饰 玛丽亚·德尔加多
- 奧利佛·馬丁內斯 Olivier Martinez 饰 克马达探长
- 費奧多·阿特金 Féodor Atkine 饰 托里略探长
- 彼得·柏林 Peter Berling 饰 卡斯塔尼達
- 費米·雷克薩奇 Fermi Reixach 饰 罗德里格斯上尉
- 路易斯·托薩 Luis Tosar 饰 安东尼奥·阿尔瓦雷斯

## 评价
偶有评论家认为大卫·休森（David Hewson）的同名小说改编的这部电影不完全符合逻辑。